# Játar
Játar este un municipiu din Spania, situat în provincia Granada. Are o populație de 609 de locuitori.